# Jennifer Kitchen
Jennifer Kitchen (Toronto, 9 giugno 1971) è un'attrice statunitense.

## Biografia
Nata da un umile famiglia canadese incomincia a lavorare come cassiera in un supermercato, successivamente si sposa nel 1993 con un Paul un fumettista e ha due figli, uno nel 1997 e un altro nel 2001. Perso il lavoro nel 2003 decide di coltivare il suo più grande sogno quello di fare l'attrice. Incomincia a muovere i primi passi in vari cortometraggi o partecipazioni a serie televisivi, pur essendo un'attrice di poco rilievo oggi continua sempre a lavorare con varie comparse.

## Filmografia parziale

### Cinema
- When Jesse Was Born, regia di Christopher Petry (2005)
- Firewall - Accesso negato (Firewall), regia di Richard Loncraine (2006)
- Everything's Gone Green, regia di Paul Fox (2006)
- Legittima offesa - While She Was Out (While She Was Out), regia di Susan Montford (2008)
- Una spia non basta (This Means War), regia di McG (2012)

### Televisione
- Sweet Lullaby – film TV (2003)
- Le chiavi del cuore – film TV (2004)
- Fallen - Angeli caduti (Fallen) – miniserie TV, parte 3 (2007)
- 4400 – serie TV, 2 episodi (2007)
- The L Word – serie TV, 6 episodi (2007-2008)
- Fringe – serie TV, 21 episodi (2009-2011)
- Whistler – serie TV, 3 episodi (2011)
- Twist of Faith – film TV, regia di Marie LeBluck (2013)
- Eve of Destruction – miniserie TV, prima e seconda parte (2013)
- The Killing – serie TV, 1 episodio (2013)
- Supernatural - serie TV, ep.12x13 (2017)
- Legion - serie TV, episodio 1x08 (2018)
- Get Shorty - serie TV, episodio 3x03 (2019)
- Un Natale senza tempo ( A Timeless Christmas) – film TV, regia di Ron Oliver (2020)
- Maid - miniserie TV, episodio 4 (2021)